# Osama Nabih
Osama Nabih (in arabo أسامه نبيه‎?; Giza, 20 gennaio 1975) è un allenatore di calcio ed ex calciatore egiziano, di ruolo attaccante.

## Carriera

### Club
Ha giocato nel campionato egiziano e kuwaitiano.

### Nazionale
Con la maglia della Nazionale egiziana ha collezionato 17 presenze e ha conquistato, nel 1998, la Coppa d'Africa.

## Palmarès

### Nazionale
- Coppa d'Africa: 1

1998